# Psilosoma lefebvrei
Psilosoma lefebvrei är en tvåvingeart som först beskrevs av Zetterstedt 1835.  Psilosoma lefebvrei ingår i släktet Psilosoma och familjen rotflugor. Arten är reproducerande i Sverige. Inga underarter finns listade i Catalogue of Life.

## Bildgalleri

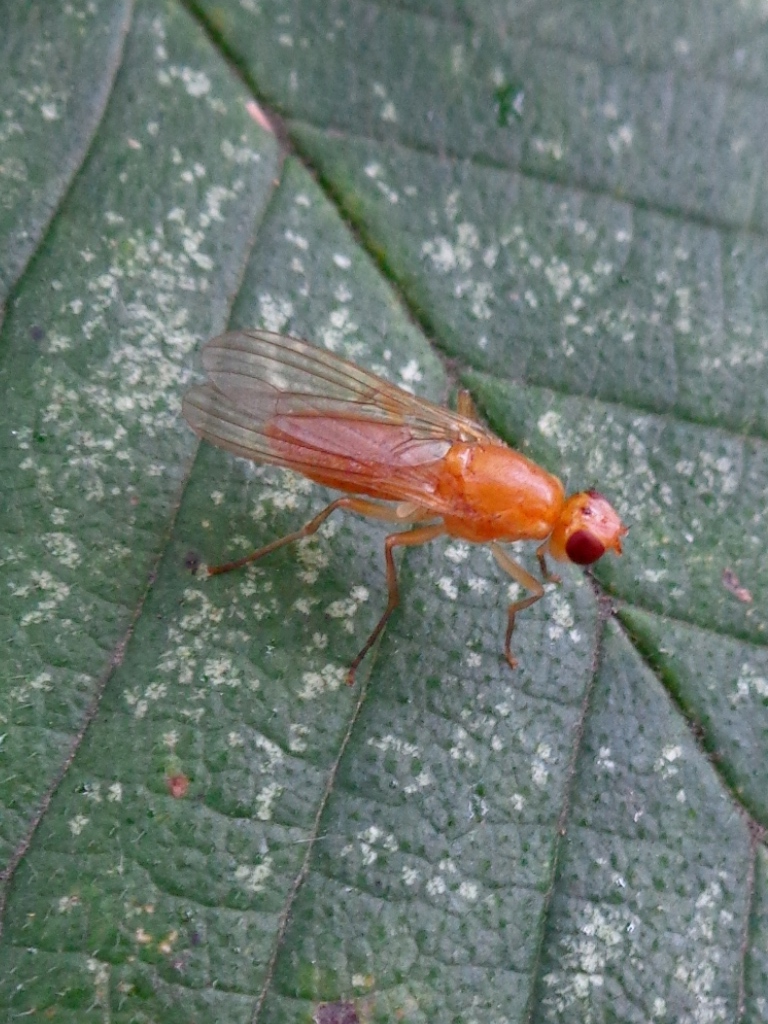